# 新潟県立新潟高等学校の人物一覧
新潟県立新潟高等学校の人物一覧（にいがたけんりつにいがたこうとうがっこうのじんぶついちらん）とは、新潟県立新潟高等学校の主な出身者・関係者の一覧である。

## 著名な出身者

### 学問

#### 形式科学
- 片岡信二（計算機科学者、一橋大学名誉教授）
- 小山信也（数学者、東洋大学教授）
- 志賀浩二（数学者、数学教育者、東京工業大学名誉教授）

#### 自然科学
- 伊藤誠哉（植物病理学者、菌類学者、第5代北海道帝国大学総長・北海道大学学長、北海道大学名誉教授）
- 井上栄一（気象学者、農業気象学者、農林技官、日本農業気象学会名誉会員）
- 上原喜八郎（生化学者、薬学者、大阪大学名誉教授）
- 斎藤直輔（気象学者、運輸技官、元上智大学教授）
- 坂井光夫（原子核物理学者、第4代東京大学原子核研究所所長、東京大学名誉教授）
- 塩谷正雄（気象学者、運輸技官、元日本大学教授）
- 真保一輔（植物学者、新潟大学名誉教授）
- 鈴木厚人（素粒子物理学者、ニュートリノ天文学者、岩手県立大学学長、第3代高エネルギー加速器研究機構長、元東北大学副学長、東北大学名誉教授、高エネルギー加速器研究機構名誉教授）
- 竹林松二（有機化学者、化学史家、大阪大学名誉教授）
- 茅原一也（地質学者、鉱物学者、岩石学者、ヒスイ研究者、新潟大学名誉教授）
- 永井克孝（生化学者、三菱化学生命科学研究所名誉所長、理化学研究所名誉研究員、東京大学名誉教授）
- 中村義一（分子生物学者、リボミック創業者・代表取締役社長、東京大学名誉教授）
- 八田亨二（動物学者）
- 彦坂正道（高分子物理学者、広島大学名誉教授）
- 廣川治（地質学者、通商産業技官）
- 松井正夫（有機化学者、新潟高等学校の最後の校長）
- 横田伊佐秋（物性物理学者、新潟大学名誉教授）
- 吉井譲（天体物理学者、銀河天文学者、東京大学アタカマ天文台計画代表、東京大学マグナム望遠鏡計画代表、東京大学天文学教育研究センター特別科学顧問、東京大学名誉教授）
- 吉原賢二（放射化学者、東北大学名誉教授）

#### 応用科学
- 伊藤武夫（砂防工学者、第2代新潟県立農林専門学校校長、新潟大学名誉教授）
- 尾形幸生（電気化学者、第5代京都大学エネルギー理工学研究所所長、京都大学名誉教授）
- 小船井敬吉（通信工学者、通信技術者、逓信官僚、東海大学短期大学部初代学長）
- 笠原敏郎（都市計画学者、内務官僚、日本大学名誉教授）
- 梶井功（農業経済学者、第9代東京農工大学学長、東京農工大学名誉教授）
- 金澤武（船舶工学者、溶接工学者、構造力学者、材料力学者、破壊力学者、材料強度学者、東京大学名誉教授）
- 木口昭二（金属工学者、近畿大学名誉教授）
- 小池東一郎（電力工学者、第3代北見工業大学学長、第2代道都大学学長、北海道大学名誉教授、北見工業大学名誉教授、道都大学名誉教授。伊藤誠哉の娘婿）
- 小池勇二郎（電気工学者、電子工学者、通信工学者、通信技術者、元松下電器産業東京研究所所長、元松下電器産業中央研究所所長、松下技研社長、東北大学名誉教授）
- 坂上六郎（金属工学者、東北大学名誉教授）
- 清水洋（電気音響工学者、東北大学名誉教授）
- 住木諭介（農芸化学者、理化学研究所抗生物質研究室初代主任研究員、元理化学研究所副理事長、東京大学名誉教授）
- 田村俊作（図書館情報学者、慶應義塾大学名誉教授）
- 田村博（人間工学者、京都工芸繊維大学名誉教授）
- 中村亦夫（工業化学者、高分子化学者、東京大学名誉教授）
- 中山仁（体育学者、新潟大学名誉教授）
- 松井達夫（都市計画学者、建設技官、元早稲田大学教授）
- 丸山弘志（機械工学者、精密工学者、鉄道工学者、鉄道技術者、運輸技官、第21代日本国有鉄道鉄道技術研究所所長、東京理科大学名誉教授）
- 村山登（植物栄養・肥料学者、農林技官、東京農工大学名誉教授）

#### 社会科学
- 青木得三（財政学者、大蔵官僚、元大蔵省主税局長、中央大学名誉教授。和歌山中学校から転入）
- 荒川邦寿（会計学者、立教大学名誉教授）
- 五十嵐清（比較法学者、北海道大学名誉教授）
- 石山恒貴（経営学者、法政大学大学院政策創造研究科教授）
- 伊藤眞雄（応用経済学者、兵庫県立神戸高等商業学校初代校長）
- 猪口孝（政治学者、新潟県立大学初代学長、元国際連合大学上級副学長、東京大学名誉教授、新潟県立大学名誉教授）
- 岩田暁一（計量経済学者、第9代慶應義塾大学産業研究所所長、慶應義塾大学名誉教授）
- 岩田孝三（地政学者、東京学芸大学名誉教授）
- 大窪愿二（政治学者）
- 大島清（農業経済学者、元法政大学大原社会問題研究所所長、法政大学名誉教授）
- 折戸洪太（経済学者、元山口県立大学教授）
- 鹿島正裕（国際政治学者、金沢大学名誉教授）
- 久代恵介（スポーツ心理学者、京都大学大学院人間・環境学研究科教授）
- 小池和男（労働経済学者、第9代京都大学経済研究所所長、名古屋大学特別教授、法政大学名誉教授、レスター大学名誉教授）
- 佐藤幸治（憲法学者、元京都大学総長特別補佐、京都大学名誉教授、月潟村名誉村民）
- 佐藤由須計（国際法学者、中央大学名誉教授）
- 渋谷武（政治学者、新潟大学名誉教授）
- 庄井良信（臨床教育学者、藤女子大学教授）
- 関谷直也（社会心理学者、東京大学大学院情報学環総合防災情報研究センター長・教授）
- 田崎仁義（経済史学者、大阪商科大学名誉教授）
- 田中耕太郎（商法学者、法哲学者、第2代最高裁判所長官、元国際司法裁判所判事、第61代文部大臣、東京大学名誉教授。1904年（明治37年）4月に岡山中学校から編入、1906年（明治39年）4月に福岡県立中学修猷館へ転校）
- 土屋礼子（メディア史学者、早稲田大学政治経済学術院教授、早稲田大学20世紀メディア研究所所長）
- 富山栄子（経営学者、事業創造大学院大学地域・国際担当副学長・教授）
- 野上俊夫（心理学者、京都帝国大学名誉教授）
- 八田進二（会計学者、青山学院大学名誉教授）
- 平本健太（経営学者、北海道大学大学院経済学研究院教授）
- 山際和久（ジャーナリズム研究者、元東京工科大学教授）
- 吉原直毅（厚生経済学者、一橋大学経済研究所特任教授）
- 鷲尾健治（法学者、第4代山口高等商業学校校長、同志社高等商業学校初代専任校長。鷲尾雨工の三従兄）

#### 人文科学
- 阿部恒久（日本史学者、共立女子大学名誉教授）
- 五十嵐一（イスラム研究者、筑波大学助教授。『悪魔の詩』を日本語に翻訳）
- 伊狩章（国文学者、新潟大学名誉教授）
- 池享（日本史学者、一橋大学名誉教授）
- 石川文康（哲学者、東北学院大学名誉教授）
- 大里俊晴（音楽学者、横浜国立大学教授）
- 小黒昌一（英文学者、英語学者、早稲田大学名誉教授）
- 小柳篤二（ドイツ文学者、元東京高等学校独語主任教授、日出学園名誉園長）
- 勝田政治（日本史学者、国士舘大学名誉教授）
- 神林恒道（美学者、會津八一記念館第3代館長、大阪大学名誉教授）
- 桑山浩然（日本史学者、東京大学名誉教授）
- 小林昌二（日本史学者、新潟市歴史博物館第2代館長、新潟大学名誉教授）
- 近藤直子（中国文学者、日本大学教授）
- 坂井洲二（民俗学者、関西医科大学名誉教授）
- 坂井秀弥（考古学者、奈良大学名誉教授）
- 櫻井天壇（ドイツ文学者、第八高等学校第二語学科主任教授。会津八一の先輩で義弟）
- 佐々木八郎（国文学者、早稲田大学名誉教授。松本中学校へ転校）
- 島田退蔵（国文学者、第三高等学校の最後の校長、光華女子大学教授、元関西大学教授）
- 須藤新吉（哲学者、論理学者、心理学者、第一高等学校名誉教授）
- 高橋亨（朝鮮研究者、京城帝国大学名誉教授、天理大学名誉教授。北越学院から編入）
- 永井行蔵（国文学者、新潟大学名誉教授）
- 長野甞一（国文学者、立教大学教授）
- 中矢一義（英文学者、音楽評論家、長岡リリックホール初代館長、慶應義塾大学名誉教授）
- 鳴沢寡愆（英文学者、俳人、広島大学名誉教授）
- 野崎歓（フランス文学者、放送大学教授、東京大学名誉教授）
- 波田野節子（朝鮮文学者、新潟県立大学名誉教授）
- 平井正（ドイツ文学者、元立教大学教授）
- 保苅実（歴史学者）
- 細野哲雄（国文学者、信州大学名誉教授）
- 横山安由美（フランス文学者、立教大学教授）
- 吉田白甲（ドイツ文学者、元陸軍大学校勅任教授・教頭）
- 渡辺綱也（国文学者、国語学者、新潟大学名誉教授）

### 医学

#### 医師
- 天野直二（医師、精神医学者、元信州大学副学長、信州大学名誉教授）
- 石黒芳雄（医師、内科学者、病理学者、海軍軍医中将、元佐世保鎮守府軍医長・佐世保海軍病院長）
- 猪初男（医師、耳鼻咽喉科学者、海軍軍医少佐、第8代新潟大学学長、新潟大学名誉教授）
- 猪股裕紀洋（医師、小児外科学者、移植外科学者、元熊本大学副学長、熊本大学名誉教授）
- 薄田七郎（医師、病理学者、台北帝国大学医学部病理学教室病理学第一講座第2代教授）
- 小川秋實（医師、泌尿器科学者、第10代信州大学学長、信州大学名誉教授）
- 小川蕃（医師、外科学者、京城帝国大学医学部外科学教室外科学第二講座初代教授）
- 小黒八七郎（医師、内科学者、消化器学者、元国立がんセンター内視鏡部長）
- 金子義晁（内科医、病理学者、同和病院初代理事長・院長）
- 金子廉次郎（医師、内科学者、九州帝国大学名誉教授。 "Japanese B Encephalitis" の命名者）
- 川村明義（医師、免疫学者、東京大学名誉教授）
- 黒川一男（医師、泌尿器科学者、徳島大学名誉教授）
- 小池上春芳（医師、解剖学者、新潟大学名誉教授）
- 小島瑞（医師、病理学者、福島県立医科大学名誉教授）
- 近藤正二（医師、衛生学者、東北大学名誉教授）
- 齊藤元章（医師、人工知能学者、PEZY Computing創業者）
- 笹川久吾（医師、生理学者、京都大学名誉教授、日本鍼灸学会初代会長。鍼灸を近代医学に導入）
- 澤野十蔵（医師、解剖学者、トンボ研究家、広島大学名誉教授）
- 茂野六花（医師、法医学者、俳人、第9代新潟大学学長）
- 柴田整一（医師、腎臓学者、元国立病院医療センター臨床研究部長）
- 清水善夫（内科医、小児科医、新潟県西蒲原郡黒埼町初代町長。原爆症患者第1号の担当医）
- 曽我淳（医師、消化器外科学者、新潟大学名誉教授）
- 高田蒔（医師、生化学者、内科学者、東邦大学名誉教授）
- 高野裕久（医師、医工学者、京都大学名誉教授）
- 高橋松蔵（外科医、内科医、小児科医、紫野診療所元所長、ミノファーゲン製薬本舗元顧問）
- 竹本吉夫（医師、内科学者、日本赤十字秋田短期大学初代学長）
- 中村隆治（医師、精神医学者、新潟医学専門学校精神病学教室初代教授、新潟医科大学名誉教授）
- 中山沃（医師、生理学者、医史学者、岡山大学名誉教授）
- 橋本健（医師、皮膚科学者、ウェイン州立大学名誉教授。橋本喬（新潟大学初代学長）の長男）
- 平田幸男（医師、解剖学者、琉球大学名誉教授）
- 福原武（医師、生理学者、岡山大学名誉教授）
- 布施栄明（医師、解剖学者、新潟大学名誉教授）
- 真壁禄郎（医師、眼科学者、フランクフルト大学名誉教授）
- 宮尾益英（医師、小児科学者、徳島大学名誉教授、杏林大学名誉教授）
- 宮崎吉夫（医師、病理学者、東京医科歯科大学歯学部病理学教室初代教授、東京大学伝染病研究所病理学研究部長）
- 宮村定男（医師、細菌学者、新潟大学名誉教授、新潟薬科大学名誉教授）
- 宮村達男（医師、ウイルス学者、第16代国立感染症研究所所長、国立感染症研究所名誉所員）
- 山科満（医師、精神医学者、中央大学文学部心理学専攻教授）
- 山添三郎（医師、生化学者、群馬大学名誉教授）
- 渡辺俊男（医師、運動生理学者、脳生理学者、元横浜国立大学教授、元お茶の水女子大学教授、元日本大学教授）

#### 歯科医師
- 島峰徹（歯科医師、医師、歯科学者、医学者、東京高等歯科医学校創立者・初代校長・教授・附属医院長）
- 寺田員人（歯科医師、歯科矯正学者、日本歯科大学教授）

### 政治
- 安倍邦太郎（政治家、元衆議院議員）
- 阿部助哉（政治家、元衆議院議員）
- 石黒大次郎（政治家、元衆議院議員、実業家）
- 石崎徹（政治家、元衆議院議員、財務官僚）
- 岡田正平（政治家、公選第1-2代新潟県知事）
- 川上喜八郎（政治家、第24-25代新潟市長）
- 神田坤六（政治家、公選第5-8代群馬県知事、内務官僚）
- 君健男（政治家、公選第9-12代新潟県知事、元参議院議員、内科医）
- 小林一大（政治家、参議院議員）
- 佐藤謙之輔（政治家、元衆議院議員、実業家）
- 佐藤隆（政治家、第11代農林水産大臣、元衆議院議員、元参議院議員）
- 佐藤信秋（政治家、参議院議員、国土交通官僚、第6代国土交通事務次官）
- 佐藤与一（政治家、元衆議院議員）
- 佐藤芳男（政治家、元衆議院議員、元参議院議員）
- 篠田昭（政治家、前新潟市長）
- 竹内正（政治家、第10-11代白根市長、歯科医師）
- 田代正治（政治家、元衆議院議員、実業家、漁業家）
- 塚田大願（政治家、元参議院議員、社会運動家、労働運動家）
- 長沼権一（政治家、元衆議院議員）
- 長谷川義明（政治家、第28-30代新潟市長、建設官僚）
- 花角英世（政治家、新潟県知事、国土交通官僚、元海上保安庁次長）
- 星野力（政治家、元参議院議員、ジャーナリスト）
- 本田富雄（政治家、阿賀野市初代市長）
- 吉田六左ェ門（政治家、元衆議院議員）
- 鷲尾英一郎（政治家、衆議院議員）
- 渡辺浩太郎（政治家、第20-23代新潟市長）
- 渡辺万寿太郎（政治家、関谷村第5代村長）

### 行政
- 安倍邦衛（鉄道官僚、土木技術者、鉄道技術者、元東京地下鉄道技師長、元東京市電気局技術長。日本で最初の地下鉄を設計）
- 池田幸甚（台湾総督府官僚、元台湾総督府専売局長）
- 大津俊哉（財務官僚、国立印刷局理事長、元財務省理財局次長）
- 木下康司（財務官僚、日本政策投資銀行代表取締役会長、第10代財務事務次官）
- 栗林貞一（運輸官僚、海上保安官、第26代海上保安庁長官）
- 笹川恭三郎（内務官僚、拓務官僚、大日本帝国領朝鮮咸鏡南道第10代知事）
- 佐野哲郎（地方公務員、新潟県教育長）
- 佐野美波（財務官僚、財務省理財局国債業務課長）
- 鈴木敬一（内務官僚、元官選府県知事、住宅金融公庫初代総裁）
- 太刀川平治（逓信官僚、電気技術者、元東京電燈研究所所長・技師長、元東京電力顧問、電気学会名誉員。日本で最初の地熱発電に成功）
- 田中哲郎（大蔵技官、酒造技術指導者、酒類鑑定官、元関東信越国税局鑑定官）
- 寺尾正大（警察官、警視長、第54代警視庁捜査一課長。地下鉄サリン事件などのオウム真理教事件の捜査を指揮）
- 野澤英之助（地方公務員、元新潟県土木部長）
- 松井啓（外務官僚、外交官、駐カザフスタン初代大使、元駐ブルガリア大使、元駐ナイジェリア大使）
- 森邦雄（地方公務員、元新潟県副知事）
- 諸橋襄（内務官僚、元会計検査院検査官、衆議院法制部長。東京府立三中へ転校）
- 八木健（財務官僚、元財務省大臣官房審議官、元国際通貨基金理事）
- 若松栄一（厚生技官、医師、元厚生省医務局長、国立身体障害者リハビリテーションセンター初代総長）
- 渡辺忍（朝鮮総督府官僚、大日本帝国領朝鮮全羅北道第5代・京畿道第6代知事）

### 法曹
- 出塚助衛（弁護士、政治家、元衆議院議員）
- 竹之内明（弁護士、元東京弁護士会会長、元日本弁護士連合会副会長）
- 中村洋二郎（弁護士、元新潟県弁護士会会長、元日本弁護士連合会副会長）
- 伴昭彦（弁護士、元新潟県弁護士会会長）
- 松井道夫（弁護士、裁判官、政治家、元参議院議員。松井郡治の三男）
- 村山弘義（弁護士、検察官、元東京高等検察庁検事長、元日本相撲協会理事長代行）

### 経済
- 飯野勝栄（銀行家、第四銀行第11代頭取）
- 石本省吾（酒造家、石本酒造2代目社長）
- 七代目伊藤文吉（豪農、北方文化博物館初代館長）
- 八代目伊藤文吉（豪農、北方文化博物館第2代館長。駒込中学校へ転校）
- 大石良（実業家、サーバーワークス創業者・代表取締役社長）
- 大平賢作（銀行家、住友銀行第3代頭取・元会長）
- 小倉広（経営コンサルタント、著述家）
- 小原雅之（銀行家、第四銀行第13代頭取）
- 上村光司（新聞編集者、実業家、新潟日報社第7代社長）
- 倉井敏磨（実業家、三菱ガス化学代表取締役会長）
- 小山九一（実業家、昭和石油第2代社長、元住友海上火災保険専務）
- 斎藤英四郎（実業家、第6代経団連会長、第3代新日本製鐵会長、長野オリンピック冬季競技大会組織委員会会長）
- 斎藤伸雄（実業家、和光証券第4代社長、元日本興業銀行常務）
- 坂口献吉（新聞編集者、実業家、新潟日報社第2代社長、ラジオ新潟初代社長。坂口安吾の長兄）
- 坂野上啓（銀行家、中央信託銀行第5代社長）
- 白勢誠一（実業家、白勢商事創業者・初代社長）
- 白勢量作（実業家、第四銀行第4代頭取、東北配電初代社長）
- 神保吉寿（実業家、チェンジホールディングス創業者・会長）
- 鈴木正二（銀行家、第四銀行第8代頭取）
- 田中完三（実業家、第5代三菱財閥総帥・三菱本社社長、三菱商事第4代社長）
- 田中敏夫（実業家、北越製紙第13代社長）
- 田巻堅太郎（銀行家、第四銀行第5代頭取）
- 田村廿三郎（内科医、小児科医、実業家、イチジク製薬創業者・初代社長。「イチジク浣腸」の考案者）
- 堤芳夫（実業家、農林漁業信用基金第7代理事長）
- 等々力英男（実業家、新潟トヨタ自動車第3代社長、テレビ新潟放送網初代社長）
- 中村明（実業家、元昭和電工取締役・顧問。石破茂の義父（妻の父））
- 中村正秀（銀行家、第四銀行第9代頭取）
- 中山輝也（実業家、キタック創業者・代表取締役会長、在新潟モンゴル国名誉領事館名誉領事）
- 南場智子（実業家、横浜DeNAベイスターズオーナー、ディー・エヌ・エー創業者・代表取締役会長。女性初の日本プロ野球オーナー会議議長）
- 新津義雄（実業家、テレビ新潟放送網第2代社長、新津記念館初代館長）
- 西枝一江（弁理士、実業家、宮木電機製作所第2代社長、元京セラ取締役。稲盛和夫の京セラの創業を支援）
- 錦織登美夫（出版人、実業家、東洋館出版社創業者・初代社長）
- 早山洪二郎（実業家、昭和石油第3代社長）
- 平野敦雄（実業家、東京三菱証券初代社長、元三菱銀行専務。東京府立十中へ転校）
- 藤田耕二（銀行家、第四銀行第6代頭取）
- 牧壮（社会起業家、アイオーシニアズジャパン創業者・代表理事）
- 増田祐孝（実業家、日本軽金属第10代社長）
- 松本洋（実業家、APIコンサルタンツ創業者・代表取締役社長）
- 南緑八郎（新聞編集者、実業家、新潟日報社第6代社長）
- 宮川清（実業家、元ホテルイタリア軒社長、元新潟放送顧問）
- 山川久明（実業家、学校法人旭川大学第10代理事長）
- 山城彬成（実業家、日本鋼管第10代社長）
- 山添直（実業家、小田急不動産第2代社長、元小田急電鉄専務・顧問）
- 山田裕（税理士、実業家、チェンジホールディングス取締役・執行役員CFO）
- 吉田至夫（実業家、新潟クボタ代表取締役会長、全国クボタ農機連合会会長）
- 鷲尾勇平（紡績技術者、実業家、日清紡績第3代社長）

### 文芸
- 池田寿夫（プロレタリア文学評論家、元日本プロレタリア文化連盟機関誌部長）
- 植村鞆音（伝記作家。伯父は直木三十五）
- 歌代幸子（ノンフィクション作家）
- 恩田雅和（落語評論家、天満天神繁昌亭2代目支配人・アドバイザー）
- 片桐顕智（歌人、日本放送協会放送文化研究所第7代所長）
- 小松重男（歴史小説作家、時代小説作家）
- 斎藤美奈子（文芸評論家）
- 坂口安吾（小説家、評論家、エッセイスト。新潟中学校から放校され、東京の私立豊山中学校に編入）
- 佐藤真由美（歌人、編集者、作詞家）
- 中野恵津子（翻訳家）
- 中村正爾（歌人、編集者）
- 火坂雅志（歴史小説家）
- 松谷彊（美術評論家）
- 森達也（ドキュメンタリー作家）
- 山崎忠昭（脚本家）
- 湯川豊（編集者、評論家、エッセイスト）

### 芸術
- 会津八一（歌人、書家、美術史家、早稲田大学名誉教授、新潟市名誉市民）
- 安宅乕雄（洋画家）
- 池田美弥子（日本画家）
- 石丸由佳（オルガン奏者）
- 市村三男三（洋画家、プロレタリア画家）
- 岩淵芳華（日本画家。中退）
- 上原木呂（美術家）
- 大和田愛羅（作曲家、声楽家）
- 岡田光司（写真家）
- 笠原軔（洋画家、郷土史家）
- 久住和麿（作曲家、合唱指揮者、新潟大学名誉教授）
- 黒井健（絵本作家、イラストレーター）
- 児玉裕一（映像作家）
- connie（音楽プロデューサー）
- 小林新一（写真家）
- 堺時雄（写真家）
- 笹岡了一（洋画家。三条中学校へ転校）
- 佐善明（洋画家、千葉大学教授）
- 佐藤哲三郎（洋画家）
- 三林輝夫（声楽家、合唱指揮者、東京芸術大学名誉教授）
- 式場麻青（歌人、書家、国文学者、元大阪府女子師範学校専攻科教授）
- 杉本信昭（映画監督）
- 鈴木良治（洋画家）
- 高橋清（彫刻家、金沢美術工芸大学名誉教授）
- 高橋竹秀（三味線奏者）
- 5代目鶴澤浅造（三味線奏者。ドナルド・キーンの養子）
- 富田温一郎（洋画家）
- 羽下修三（彫刻家）
- 八田元夫（演出家）
- 松本雅夫（箏曲家、作曲家）
- 山田正平（篆刻家）
- 吉原芳仙（日本画家。中退）
- 若木滋（建築家、日本大学名誉教授）

### 芸能
- 木田高介（ミュージシャン、元ジャックス、元ザ・ナターシャー・セブン）
- 小出斉（ブルースギタリスト、元ローラー・コースター）
- 佐渡未来（女優、Future Is My Nameボーカル）
- 2代目三遊亭円歌（落語家）
- 瀬賀倫夫（ギタリスト）
- 橘哲夫（ミュージシャン、AJIリードボーカル）
- 玉川太福（浪曲師）
- 劔樹人（ベーシスト、漫画家）
- ハル・ヤマノウチ（イタリア俳優、翻訳家、エッセイスト）
- よこざわけい子（声優）
- 渡邉貢（ミュージシャン、PERSONZベーシスト）

### マスメディア

#### アナウンサー
- 有田優理香（広島テレビ放送アナウンサー）
- 伊藤聡子（フリーアナウンサー、タレント）
- 大島さやか（元福井放送・新潟放送アナウンサー）
- 河村亮（日本テレビアナウンサー）
- 熊倉悟（元NHKアナウンサー）
- 斎藤洋一郎（元NHKエグゼクティブアナウンサー）
- 佐々木美佳子（元チューリップテレビ・新潟放送アナウンサー）
- 高山香織（フリーアナウンサー、元東日本放送・メ〜テレアナウンサー）
- 田中真木子（元フリーアナウンサー、元新潟総合テレビアナウンサー）
- 庭野ほのか（札幌テレビ放送アナウンサー）
- 廣田裕司（秋田放送アナウンサー）
- 松井みどり（フリーアナウンサー、元フジテレビアナウンサー）
- 松村道子（フリーアナウンサー、元新潟総合テレビアナウンサー）
- 村山朋彦（元新潟テレビ21アナウンサー）
- 山田貴幸（NHKシニアアナウンサー）
- 山本安幸（エフエム雪国取締役放送局長、元和歌山放送・新潟総合テレビアナウンサー）

#### 記者
- 板橋守邦（元毎日新聞社経済部記者、元『エコノミスト』編集長）
- 大越健介（テレビ朝日ニュースキャスター、元NHK政治部記者、元NHKニュースキャスター。東大野球部のエースとして神宮で活躍し全日本メンバーに選ばれる）
- 小柳胖（記者、新聞編集者、新潟日報社第4代社長、會津八一記念館初代館長。太平洋戦争中にB-29から日本全国にまかれるビラを作成）
- 曽我健（元NHK社会部記者、元NHKニュースキャスター、元NHK解説委員、NHK交響楽団名誉顧問）

#### マスメディア関係者
- 磯部晃人（フジテレビプロデューサー、柔道評論家）
- 星護（共同テレビジョンゼネラルディレクター、映画監督）
- 横山隆晴（フジテレビゼネラルプロデューサー、近畿大学教授）

### スポーツ
- 牛木素吉郎（サッカージャーナリスト、元兵庫大学教授）
- 笠原淳（プロサッカー選手）
- 杉本定介（元プロ野球選手）
- 鈴木実（元プロ野球選手）
- 竹本恵（東京六大学野球初の日本人女性選手。宮城県第一女子高等学校より転入）
- 師尾源蔵（スポーツ指導者、射撃指導者、日本ライフル射撃協会名誉会長。日本の射撃競技の創始者）

### 国防
- 伊藤貞雄（陸軍少将、元歩兵第45連隊長）
- 伊藤精司（陸軍少将、武道家、元歩兵第45連隊長）
- 稲川直衛（陸軍少将、元独立混成第7旅団長）
- 今川一策（陸軍少将、元明野教導飛行師団長、元陸軍航空審査部飛行実験部長）
- 多田武雄（海軍中将、元海軍次官。1905年（明治38年）12月に東京府立一中へ転校）
- 建川美次（陸軍中将、元駐ソビエト連邦特命全権大使。小説・映画『敵中横断三百里』の主人公）
- 玉木信助（海軍少尉、日露戦争 日本海海戦 連合艦隊旗艦「三笠」艦長伝令。東城鉦太郎の戦争画『三笠艦橋之圖』の一番右の人物）
- 山田健三（陸軍中将、元歩兵第22旅団長）
- 山内保次（陸軍少将、元騎兵第13連隊長。山中峯太郎の小説『敵中四騎挺進』の主人公）

### 宗教
- 新井石龍（僧侶、雲洞庵四十五世住職、元曹洞宗大本山總持寺顧問）
- 逢坂信忢（牧師、伝道者、宗教哲学者、社会運動家、郷土史家、著述家）
- 下川友也（牧師、元東京基督神学校校長）

### その他
- 近泰男（家族計画運動家、元日本家族計画協会会長・理事長、元ジョイセフ理事長・顧問）
- 坂爪圭吾（坂爪真吾の弟）
- 坂爪真吾（坂爪圭吾の兄）

## 著名な教職員

### 学校長
- 中村恭平（第3代学校長）
- 湯原元一（第4代学校長）
- 長沢市蔵（第7代学校長）
- 中馬庚（第8代学校長）
- 三根円次郎（第11代学校長）